# 関西ラーメンコロシアム
『関西ラーメンコロシアム』（かんさいラーメンコロシアム）は、MBSラジオで2015年1月5日から2017年7月30日まで放送されていた討論バラエティ番組。エースコックの単独提供番組で、同社の主力商品でもあるラーメンをテーマに出演者が意見を述べ合うことから、放送上は「究極のラーメン討論番組」と銘打っていた。

## 概要
MBSラジオのサービスエリアである関西地方を拠点に、メディアやSNSなどで活動しているラーメン愛好家（放送上の総称は「ラーメンオタク」「ラオタ」）が、ラーメンだけをテーマにトークを繰り広げた番組。放送中に、エースコックの商品であるカップラーメンを、出演者で試食することもあった。また、放送済みの音源を、ポッドキャストで順次配信。公式サイトには、過去に放送で取り上げたラーメン店・メニューの詳しい情報をテキストと音源で公開している。
大のラーメン好きを自認している毎日放送アナウンサーの鈴木健太が、番組の開始当初からパーソナリティ（討論の進行・実況）を担当。2017年7月に東京支社PR部へ異動してからも出演を続けてきたが、同月31日放送分でレギュラー放送としては「閉店」（終了）に至った。

## 放送時間
- 基本として毎週月曜日 0:00 - 0:30（日曜日深夜24:00 - 24:30）
  - 日本プロ野球のシーズン中に『MBSベースボールパーク』ナイトゲーム中継の放送時間を21:00以降に延長する場合には、後続番組に事前収録番組が並んでいることから、放送枠のスライドで順次対応。当番組でも生放送で同じ措置を講じることから、放送時間が上記より遅れることがあった。
  - 番組の開始当初は、MBSラジオにおける日曜日および1週間の最終レギュラー番組として編成。鈴木が出演するスポットCMでは、「究極のラーメン討論番組」であることや、放送済みの音源をポッドキャストで毎週配信することを強調していた。

## 出演者
- パーソナリティ（実況）：鈴木健太
  - 番組開始当初から2017年6月までは、毎日放送のアナウンサー。前述の事情から、2017年7月には放送上「アナウンサー」と名乗っていなかったものの、スポットCMや公式サイトに「MBSアナウンサー」という肩書を残していた。
- 関西を拠点に活動している「ラーメンオタク」
  - 尼崎のおおさか、秀太、とよつね、papua、釈京子他

## 復活特番
2018年12月30日日曜日の22時から23時30分にかけて、「関西ラーメンコロシアム2018・完食完飲」を放送。出演はMBSアナウンサーの亀井希生、関西ジャニーズJr.の今江大地、その他、関西を代表するラーヲタの皆様方が出演。内容は2017年7月31日に終了して以来、これまでとは一変した「関西ラーメン勢力図」を「関西の有名ラーヲタ」が分析・検証するものだった。また、この番組を担当していた元毎日放送アナウンサーで2017年6月に毎日放送東京支社PR部に異動となった鈴木健太とラーヲタの皆様方による「濃ゆ～いラーメン話」をYouTubeで配信した。